# اندرو لوید وبر
اندرو لوید وبر (به انگلیسی: Andrew Lloyd Webber, Baron Lloyd-Webber) (زادهٔ ۲۲ مارس ۱۹۴۸) آهنگساز، تهیه‌کننده و کارگردان هنری تئاتر موزیکال اهل انگلستان است. بسیاری از موزیکال‌های او بیش از یک دهه در وست اند لندن و برادوی نیویورک اجرا شده‌اند. او ۲۱ موزیکال، یک چرخه آواز، مجموعه‌ای از واریاسیون‌ها، دو موسیقی فیلم و یک رکوئیم لاتین ساخته‌است.
چندین ترانهٔ او خارج از موزیکال‌هایش نیز موفقیت گسترده‌ای داشته‌اند، مانند "یاد" از گربه‌ها، "موسیقی شب" و "تنها چیزی که می‌خواهم از تو" از شبح اپرا، "نمی‌دانم چگونه او را دوست داشته باشم" از عیسی مسیح سوپراستار، "برایم گریه نکن آرژانتین" از اویتا و "هر رؤیایی ممکن است" از یوسف و شنل حیرت‌انگیز رنگارنگ.
در سال ۲۰۰۱، نیویورک تایمز، او را «تجاری‌ترین آهنگساز تاریخ» نامید. دیلی تلگراف در سال ۲۰۰۸ او را پنجمین فرد تأثیرگذار فرهنگ بریتانیا معرفی کرد. ترانه‌سرا دان بلک درباره‌اش گفت: «اندرو درحقیقت به‌تنهایی، تئاتر موزیکال را بازآفرینی کرد.»

## جوایز و افتخارات
اندرو لوید وبر افتخارات و جوایز زیادی دریافت کرده‌است؛ از جمله:
شوالیه شدن در سال ۱۹۹۲
- عنوان لرد به پاس خدمات هنری
- هفت جایزه تونی
- هفت جایزه لارنس الیویه
- سه جایزه گرمی و جایزه اسطوره گرمی
- یک جایزه اسکار
- ۱۴ جایزه آیور نوولو
- یک جایزه گلدن گلوب
- جایزه بریت
- دو جایزه کلاسیک بریت (۲۰۰۸ و ۲۰۱۸)
- جوایز مرکز کندی (۲۰۰۶)
- ستاره پیاده‌روی مشاهیر هالیوود
- عضویت در تالار مشاهیر ترانه‌سرایان و تالار مشاهیر تئاتر آمریکا
- در سال ۲۰۱۸، با بردن امی برای عیسی مسیح سوپراستار لایو، به جمع دارندگان ایگات (امی، اسکار، گرمی، تونی) پیوست.

## فعالیت‌های هنری و نیکوکارانه
شرکت او با نام گروه بسیار سودمند، یکی از بزرگ‌ترین شرکت‌های اپراتور تئاتر در لندن است. موزیکال‌های او در سراسر بریتانیا تحت لیسانس همین شرکت اجرا می‌شوند. او همچنین رئیس مدارس هنرهای نمایشی لندن است.
لوید وبر در چندین فعالیت نیکوکارانه نیز مشارکت دارد، از جمله:
- بنیاد اندرو لوید وبر که در سال ۱۹۹۲ بنیان‌گذاری شد و از هنر، فرهنگ و میراث بریتانیا حمایت می‌کند
- بنیاد ایدز التون جان
- موسیقی‌درمانی نوردوف-رابینز
- سرطان پروستات بریتانیا
- وار چایلد

## زندگی شخصی
او در ۲۲ مارس ۱۹۴۸ (میلادی) در بیمارستان وست‌مینستر در لندن زاده شد. پدرش ویلیام، آهنگساز و نوازنده ارگ، و مادرش جین، ویولنیست و پیانیست بود. برادر کوچکترش جولیان لوید وبر نوازندهٔ سرشناس ویولنسل است.
در برنامهٔ بی‌بی‌سی با عنوان فکر می‌کنی کی هستی؟ دریافت که نیای مادرش، ژنرال پریگرین میتلند در نبرد واترلو در سال ۱۸۱۵ حضور داشته است.

## تحصیلات و شروع کار
اندرو در کودکی قطعات موسیقی می‌نوشت. نخستین سوئیت او (suite یا مجموعه) شامل شش قطعه بود که در نه‌سالگی ساخت. با تشویق خاله‌اش ویولا، که بازیگر بود، به تئاتر علاقه‌مند شد. در سال ۱۹۶۳ در مدرسه موسیقی اریک گیلدر ثبت‌نام کرد.
او تحصیلات خود را در مدرسه وست‌مینیستر ادامه داد و سپس برای یک ترم در کالج مگدالن، آکسفورد، تاریخ خواند ولی آن را رها کرد تا در کالج سلطنتی موسیقی لندن موسیقی بیاموزد.

## تأثیر بر موسیقی فارسی
یکی از آثار معروف اندرو لوید وبر با نام «Heaven on Their Minds» از موزیکال عیسی مسیح سوپراستار، الهام‌بخش آهنگ‌های متعددی در سراسر جهان بوده‌است. در ایران، ترانهٔ «طلاق» با صدای گوگوش (ترانه‌سرا: اردلان سرفراز، آهنگساز: اندرو لوید وبر، تنظیم: منوچهر چشم‌آذر)، که در دههٔ ۱۳۵۰ منتشر شد، شباهت‌هایی ساختاری و ملودیک با این اثر دارد. برخی منابع منتشرشده این آهنگ را بازخوانی یا نسخه‌ای از «Heaven on Their Minds» معرفی کرده‌اند.